# Place de la Bergère-d'Ivry
La place de la Bergère-d'Ivry est une voie située dans le quartier Croulebarbe du 13e arrondissement de Paris.

## Situation et accès
Elle se trouve à la jonction de la rue Corvisart et de la rue Croulebarbe.

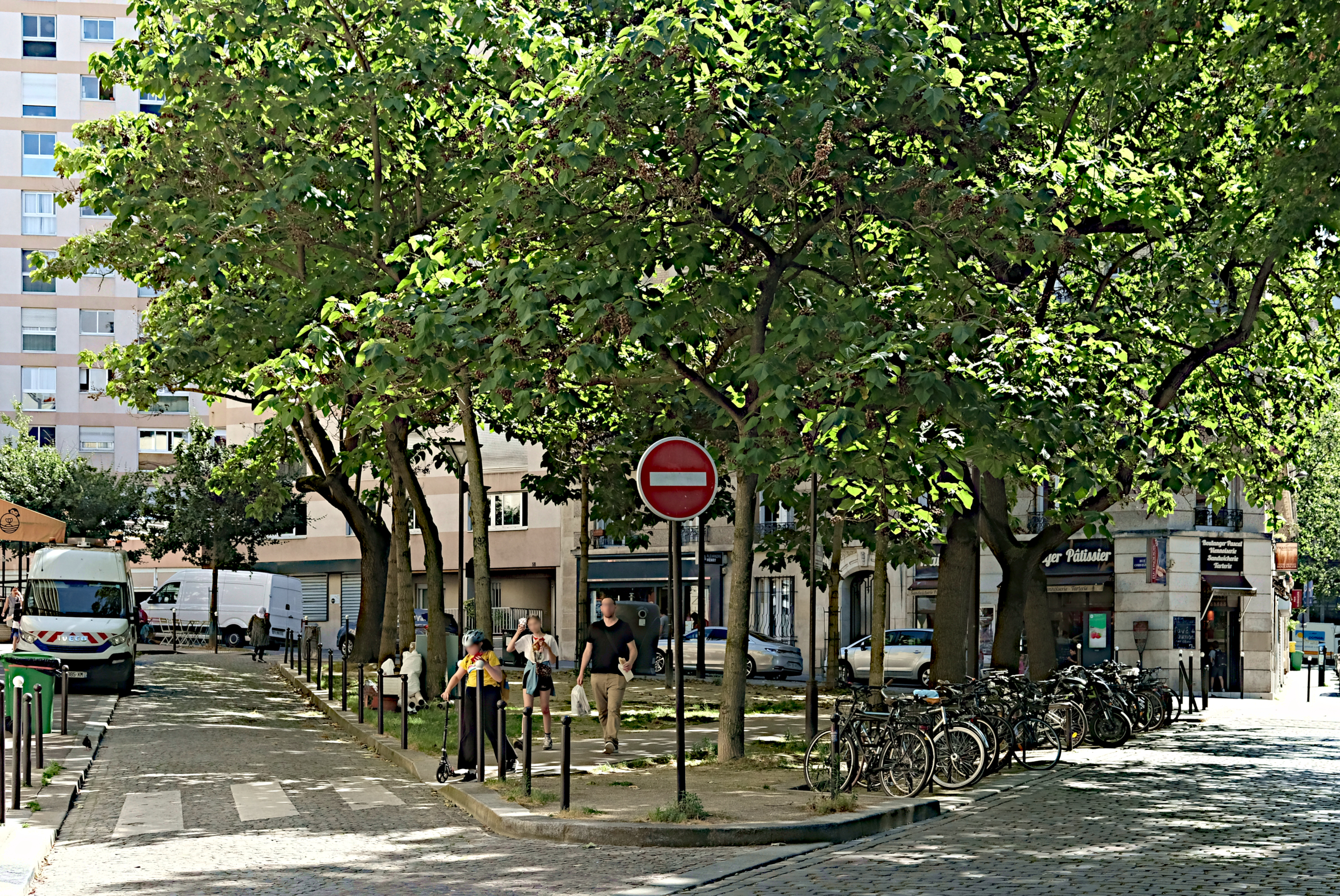
La place de la Bergère-d'Ivry en juin 2024, vue de la rue Croulebarbe.
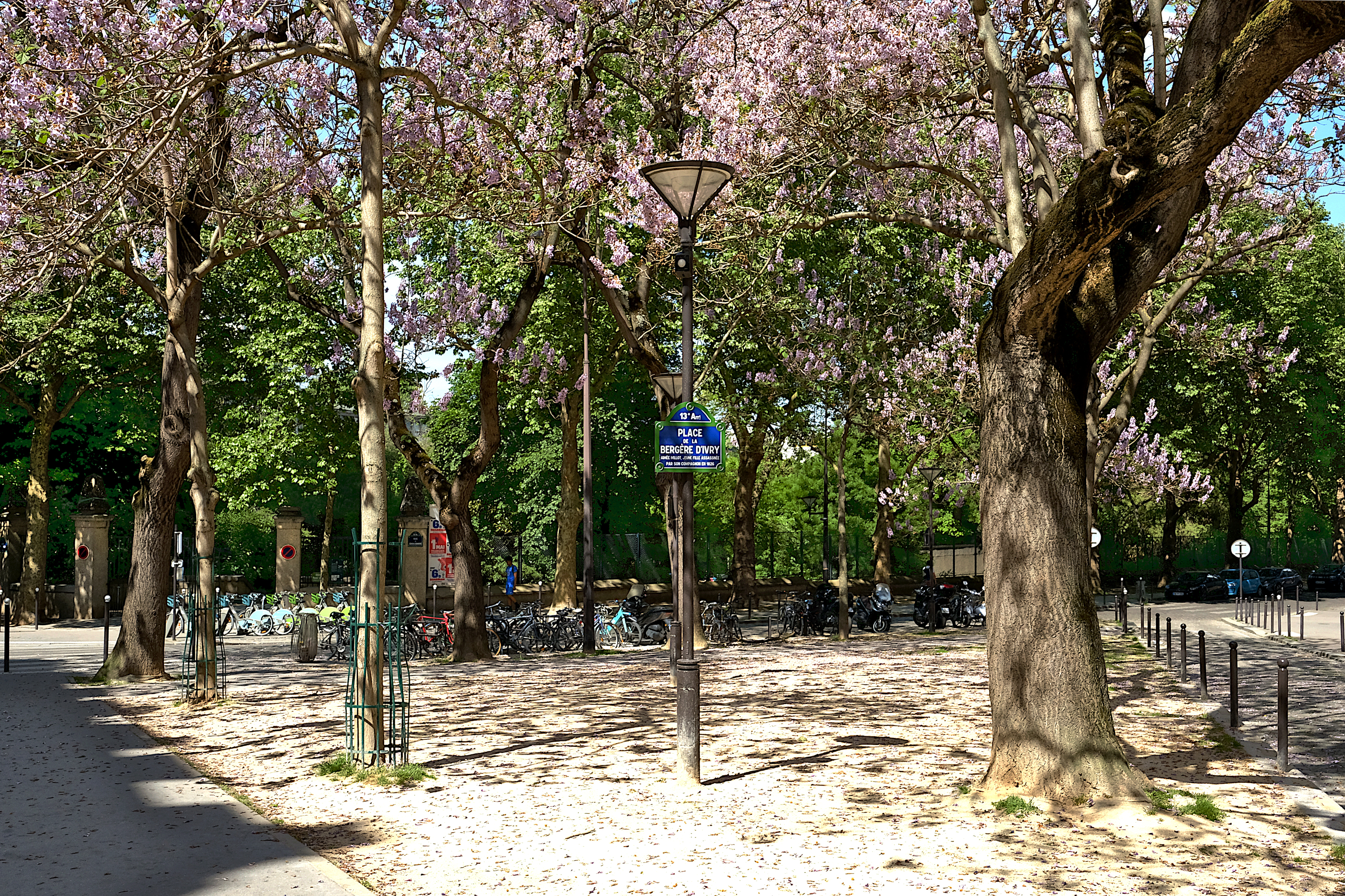
En mai 2025, depuis  la rue Corvisart.

La place de la Bergère-d'Ivry est desservie à proximité par la ligne 6 à la station Corvisart.

## Origine du nom
La place a été nommée en 2002, en référence à Aimée Millot, dite la bergère d'Ivry, qui fut tuée sur cette place le 25 mai 1827, par Honoré Ulbach, par dépit amoureux.

## Historique
La place est créée et prend sa dénomination actuelle le 4 novembre 2002.

## Bâtiments remarquables et lieux de mémoire
- Entrée du square René-Le Gall.
- La place en Hommage-aux-Femmes-Victimes-de-Violences, directement à proximité, lui fait pendant[2]